# R Chamaeleontis
R Chamaeleontis är en pulserande variabel av Mira Ceti-typ (M)  i stjärnbilden Kameleonten. Den var den första stjärnan i stjärnbilden som fick en variabeldesignation åsatt.. 
Stjärnan har en visuell magnitud som varierar mellan +7,5 och 14,5 med en period av 338 dygn.

## Fotnoter
1. ↑  Variabelstjärnornas beteckningar börjar med bokstäverna R-Z, därefter A-Q , följt av RR-ZZ och AA-QQ, varefter de börjar betecknas med bokstaven V och ett ordningsnummer, från och med V335.